# Rossi Motoréducteurs

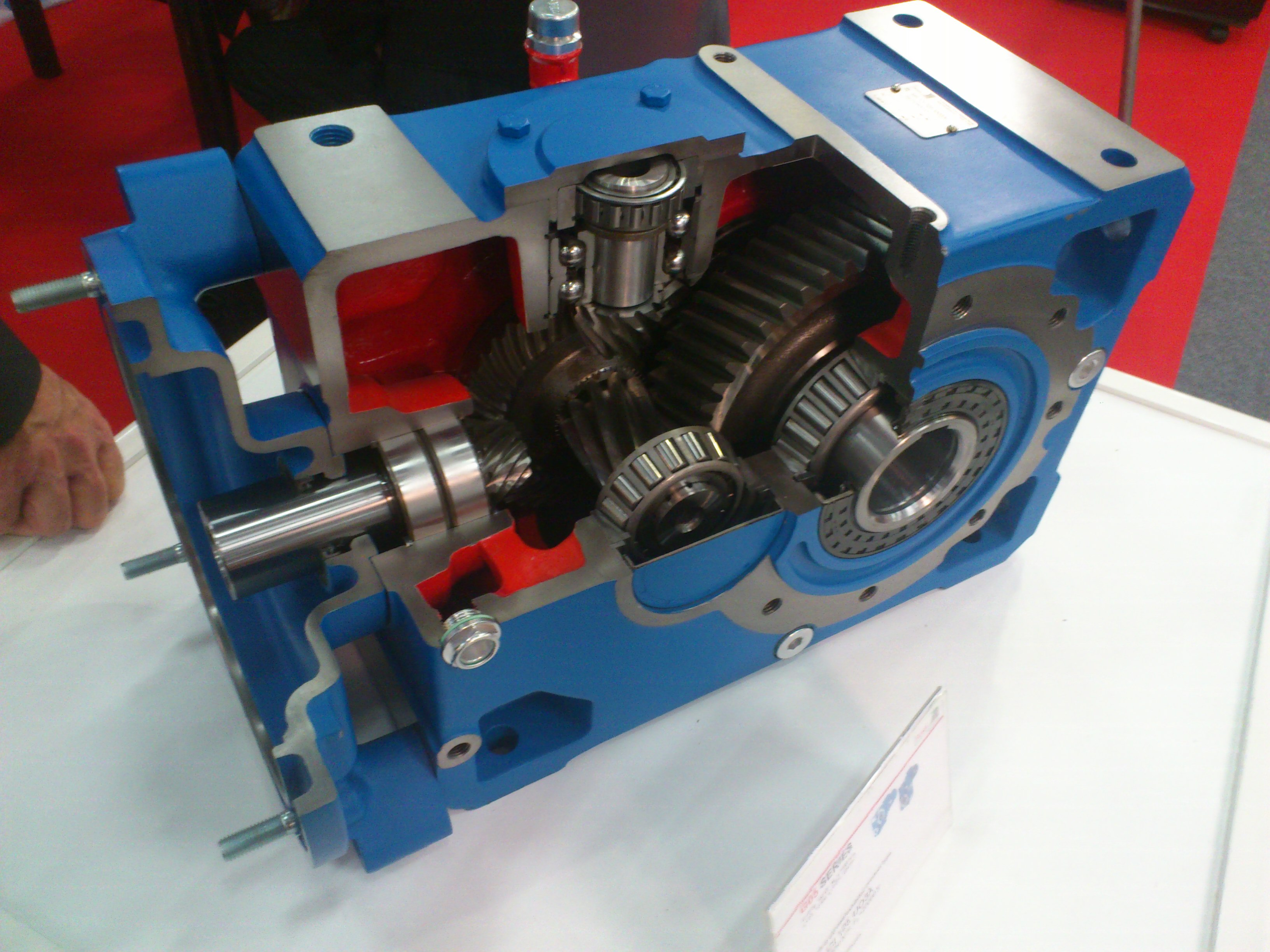
Modèle d'exposition ROSSI d'un réducteur à axes orthogonaux lors du salon SIM 2013

La société Rossi Motoréducteurs dont le siège est situé à Modène, est un fabricant Italien d'organes de transmissions et plus particulièrement de motoréducteurs, moteurs électriques et moteurs freins. En Italie, Rossi a trois sites de production : deux sites à Modène, dédiés à l’usinage et à l'assemblage des réducteurs et à la production des moteurs électriques, et un site à Lecce, spécialisé dans l'usinage et l'assemblage des réducteurs planétaires.
Le siège de Modène regroupe le Marketing & la Vente, les services Administratifs et financiers et le département recherche & développement...
Composé de 16 filiales, le groupe est représenté dans 15 pays. Avec un effectif supérieur à 840 personnes, le groupe a réalisé en 2012 un chiffre d'affaires de 122 millions d'euros.

## Historique
- En 1953, L'entreprise [2] a été fondée à Modène par Gilio Rossi.
- En 1980, Rossi développe des réducteurs et motoréducteurs à vis avec fixation universelle, carcasse monobloc, et profil à développante ZI. Elle met en place un système flexible pour l'usinage et étend l’organisation des ventes à l’étranger à travers la création de Filiales en Allemagne, Grande Bretagne, France et Espagne.
- En 1990, Rossi vend des réducteurs et motoréducteurs à axes parallèles et orthogonaux, avec fixation universel et carcasse monobloc. Il est le premier producteur de transmission de puissance en Italie et le deuxième en Europe à atteindre la certification [2] du Système Qualité ISO 9001; et développe les moteurs frein silencieux ainsi que la servoventilation du moteur électrique; l'introduction de la fixation universelle et d’un nouveau système modulaire dans les réducteurs coaxiaux fait aussi son apparition.
- En 1994, Rossi est la première entreprise dans son domaine en Europe a offrir 3 ans de garantie [3]. Extension de l’organisation de vente directe à l’étranger avec la constitution de la Filiale en Australie et l’acquisition de la société SEIMEC Moteurs Électriques.
- En 1997, acquisition de Seimec, division moteur de Rossi.
- En 2002, acquisition de SMEI, division réducteur planétaire de Rossi pour l'industrie éolienne.
- En 2003, ISO 9001 – mise à jour de la norme des années 2000.
- En 2004, Nouvelle société installé aux états-unis. Le groupe Habasit acquiert une part importante de Rossi, afin de renforcer la présence mondiale et de développer la stratégie de croissance.
- En 2009, Habasit détient 100 % de Rossi.
- En 2010, Changement du logo et du nom  de la société : de « Rossi Motoriduttori » à « Rossi SpA ».

## Modèles
- Série A : Réducteurs et Motoréducteurs Roue et vis Sans fin
- Série E : Réducteurs et Motoréducteurs coaxiaux
- Série H : Réducteurs à axes parallèles et orthogonaux(Gamme Standard)
- Série G : Motoréducteurs à axes parallèles et orthogonaux
- Série GX : Réducteurs et motoréducteurs à axes parallèles et orthogonaux pour extrudeuses
- Série EP : Motoréducteurs Planétaires
- Série SM : Réducteur planétaire à jeu réduit
- Série L : Réducteurs à renvoi d'angle
- Série P : Réducteurs pendulaires

- Série TX : Moteurs asynchrone triphasé, Moteurs freins et pour rouleaux
- Série S : Moteurs électrique pour rouleaux de grande taille
- Série TI : Variateurs
- Série SR : Servomoteur synchrone et asynchrone

## Applications
Les produits et les applications Rossi trouvent débouché dans les secteurs:
- agro-alimentaire

alimentateurs et unités de dosages à bande et à vis,
centrifugeuses, convoyeurs à vis, élévateurs à godets,
séchoirs, extrudeuses pour les pâtes, machines
d'étiquetage, pétrisseuses, malaxeurs, convoyeurs à bande
et à tabliers)
- automobile

chaine de montage, indexeurs et manutention
- boissons

embouteillage, laveuses de bouteilles, remplisseuses, rinceuses,
machines de bouchage, silos de vinification
- industrie du papier

cylindres aspirants, rouleaux sécheurs et tendeurs de
feutre, extrudeuses pour l'industrie du papier et machines de
blanchiment
- cimenteries

séchoirs rotatifs, fours rotatifs, malaxeurs, moulins rotatifs,
convoyeurs à bande
- céramique

agitateurs et mixeurs pour liquides, alimentateurs et unités de
dosages à vis, extrudeuse pour l’argile, extrudeuses pour les pâtes,
moulins rotatifs, broyeurs rotatifs, unités de dissolution à turbine,
ventilateurs de grand diamètres
- chimie

agitateurs et mixeurs pour liquides, réacteurs, centrifugeuses, vis,
compresseurs, extrudeuses pour le savon, filtres, extrudeuses pour les
pâtes, pompes, broyeurs rotatifs, unités de dissolution à turbine, tours
de refroidissement, agitateurs et mixeurs pour liquides, presses
- traitement de l’eau

bouches de soufflage, bio disques, vis, grilles rotatives, 
agitateurs/séparateurs et racleurs de boues
- plasturgie

extrudeuses pour le caoutchouc et pour le plastique
- manutention et constructions légères

téléphériques, machines à repasser, échafaudages mobiles, escaliers
roulants, ski lifts, télésièges, convoyeurs à bande, élévateurs,
skip, monte-charge) ;
- industries minières et carrières

alimentateurs et unités de dosages à bande et à vis, élévateurs à godets, 
élévateurs, skip, laminoirs, broyeurs, ponceuses, roues à godets, 
débourbeurs à palettes, convoyeurs à bande, cribleurs rotatifs, vibro-cribleurs
- industries manufacturières

transporteurs à chaînes et tonneaux de dessablage
- emballage

machines d’emballage, indexeurs, rubaneuses, palettiseurs, cercleurs);

## Sources
1. ↑  Voir aussi, http://www.rossi-group.com/index.php/fr
2. 1 2  Historique
3. ↑  Historique